# Fondation OPEJ - Baron Edmond de Rothschild
 (décembre 2024).
Si vous disposez d'ouvrages ou d'articles de référence ou si vous connaissez des sites web de qualité traitant du thème abordé ici, merci de compléter l'article en donnant les références utiles à sa vérifiabilité et en les liant à la section « Notes et références ».
La Fondation OPEJ - Baron Edmond de Rothschild, appelée Œuvre de protection des enfants Juifs jusqu'en 2012, est un ancien réseau de résistance qui venait en aide aux enfants juifs cachés pendant la Seconde Guerre mondiale, d'où le nom qu'elle a porté pendant longtemps. Elle devient une association en 1945, est reconnue d'utilité publique en 1957, avant de devenir une fondation en 2012. Elle mène des actions d'éducation spécialisée et de protection de l'enfance en direction de l'ensemble de la jeunesse de France, et est habilitée à ester en justice dans l'intérêt des enfants ou pour défendre leur cause.

## Contexte historique
Dans les années 1940, le régime de Vichy collabore avec l'occupant allemand, prend des lois antisémites et lui livre les Juifs dont, à partir de 1942, plusieurs dizaines de milliers sont envoyés à la mort dans les camps d'extermination via le camp de transit de Drancy. 
Entre 1942 et 1943, dans la clandestinité, des groupes de résistants favorisent la création du Service d'évacuation et de regroupement d'enfants (SERE). En septembre 1943 l'ensemble du territoire est sous contrôle allemand, y compris l'ancienne zone d'occupation italienne, où les Juifs étaient jusqu'alors épargnés. L'administration nazie prend davantage en charge la traque des Juifs, pendant que Vichy doit composer avec une opinion de plus en plus réticente face aux persécutions et que la Résistance juive se structure. Mais la Milice continue d'arrêter ou d'assassiner sur place, et rien n'interrompt le rythme des convois de déportation, dont le dernier quitte Drancy le 31 juillet 1944.
Dès septembre 1944, L'OPEJ succède au SERE, et les enfants sont regroupés dans des Maisons d'enfants de déportés, créées à leur intention.
En juin 1945, l'OPEJ se constitue en association loi de 1901. En effet, le 27 juin 1945, Marius Moutet dépose les statuts de l’OPEJ (Œuvre de Protection des Enfants Juifs), dix-sept maisons ouvrent dans le Sud-Ouest, la Région parisienne, l’Isère et le Sud-Est pour prendre en charge les enfants cachés dans les campagnes françaises et ceux revenus des camps de la mort. Sa mission essentielle consiste alors à sauver des enfants juifs dont les parents avaient été déportés ou avaient disparu.
L'histoire raconte qu'à « la libération de Toulouse, Jean Brauman oblige les prisonniers allemands à nettoyer la villa où siégeait la Kommandantur afin d’y installer un home d’enfants, le « Château » où prendra naissance l’OPEJ ».
En 1957, l'association est reconnue d'utilité publique.
Par nature, l'Œuvre n'avait cessé d'être un baromètre de la vie juive. Les événements qui marquent la communauté juive en France et dans le monde, auront évidemment des répercussions dans les Maisons d'enfants de l'OPEJ : la révolution en Hongrie, la crise de Suez et les événements dans les pays d'Afrique du Nord et du pourtour méditerranéen conduisent l'OPEJ à accueillir dans ses établissements des enfants réfugiés, désemparés. 
Depuis plus de 50 ans, des dizaines de milliers d'enfants et de jeunes ont trouvé à l'OPEJ l'éducation, le réconfort et la protection qui ont facilité leur intégration dans la société. 
L'OPEJ, ses institutions, ont évolué avec les mutations sociologiques de la communauté juive de France. Évolution de la population, mais aussi bien sûr, évolution des structures et des modes de prise en charge, liés à l'évolution de la législation sociale.
Des années 1990 aux années 2000 la fondation a connu une mutation profonde.
En 2012, l'Œuvre de protection des enfants juifs (OPEJ), avec le statut d'association, est dissoute, tandis que ses biens et sa reconnaissance d'utilité publique sont transférés à la Fondation OPEJ - Baron Edmond de Rothschild, avec le statut de fondation.